# Molly Goodman
Pour les articles homonymes, voir Goodman.
Molly Goodman, née le 19 février 1993, est une rameuse australienne.

## Palmarès

### Championnats du monde
- 2019 à Ottensheim (Autriche)
  -  Médaille d'argent en huit
- 2018 à Plovdiv (Bulgarie)
  -  Médaille d'argent en quatre de pointe
- 2017 à Sarasota (États-Unis)
  -  Médaille d'or en quatre de pointe avec Sarah Hawe, Katrina Werry et Lucy Stephan[1],[2].